# Nikon D5600
Nikon D5600 — цифровой зеркальный фотоаппарат компании Nikon, выпущенный в 10 января 2016 года. Заменил модель D5500.
D5600 предлагает только небольшие изменения по сравнению с предшественником, среди которых Bluetooth-соединение. С помощью приложения SnapBridge на интеллектуальном устройстве камера может управляться дистанционно. SnapBridge также позволяет автоматически обновлять часы камеры и GPS.

## Изображения камеры

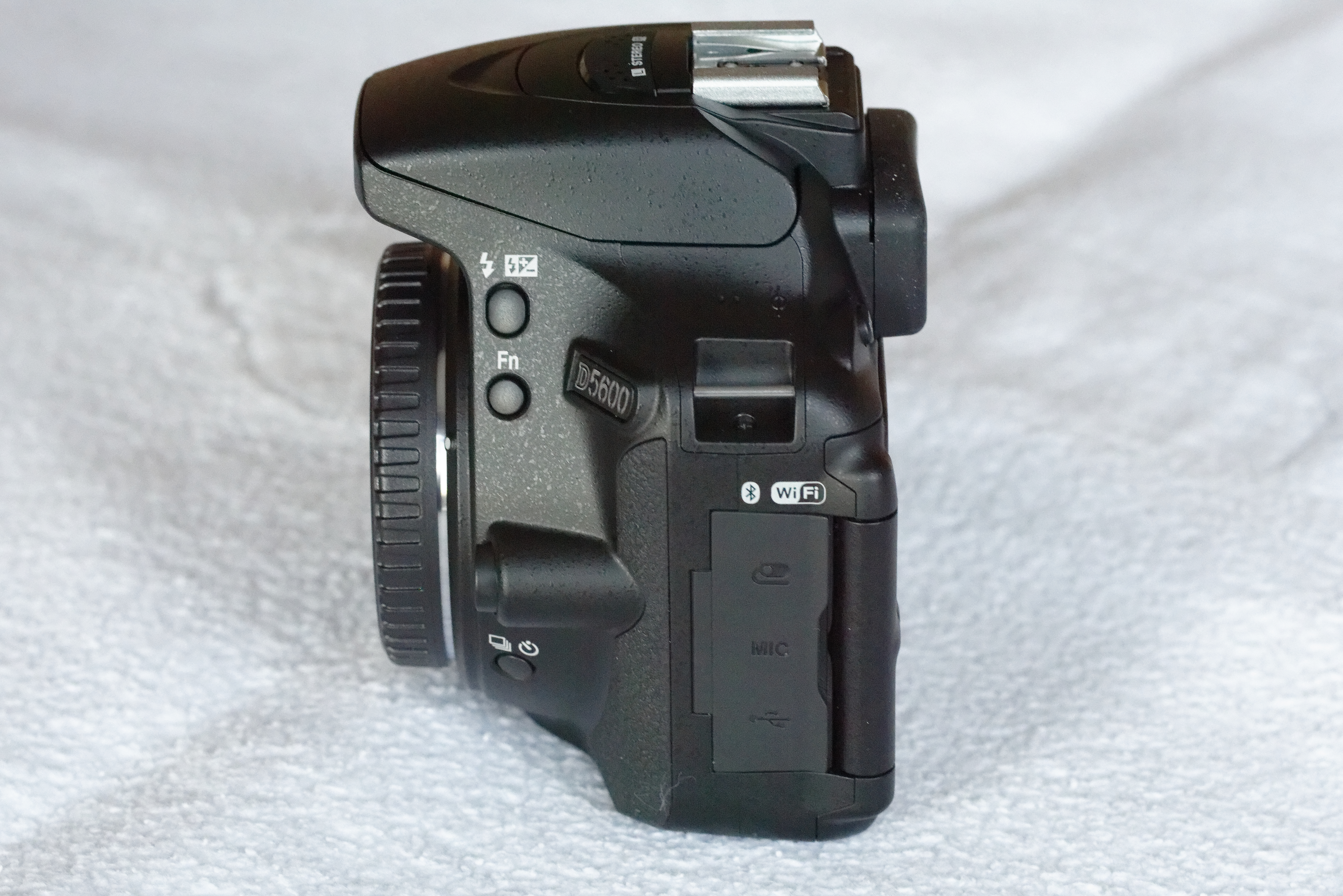
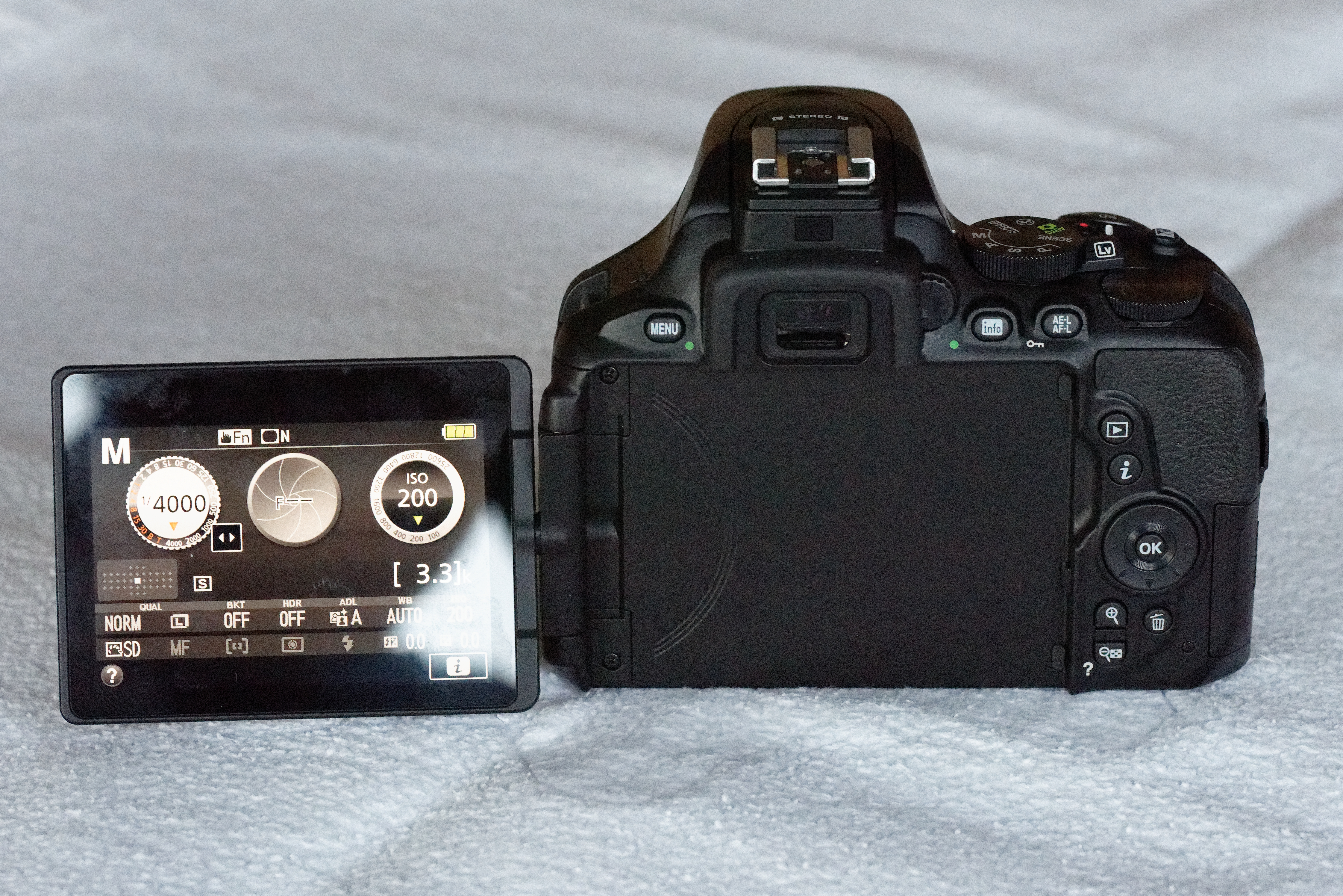
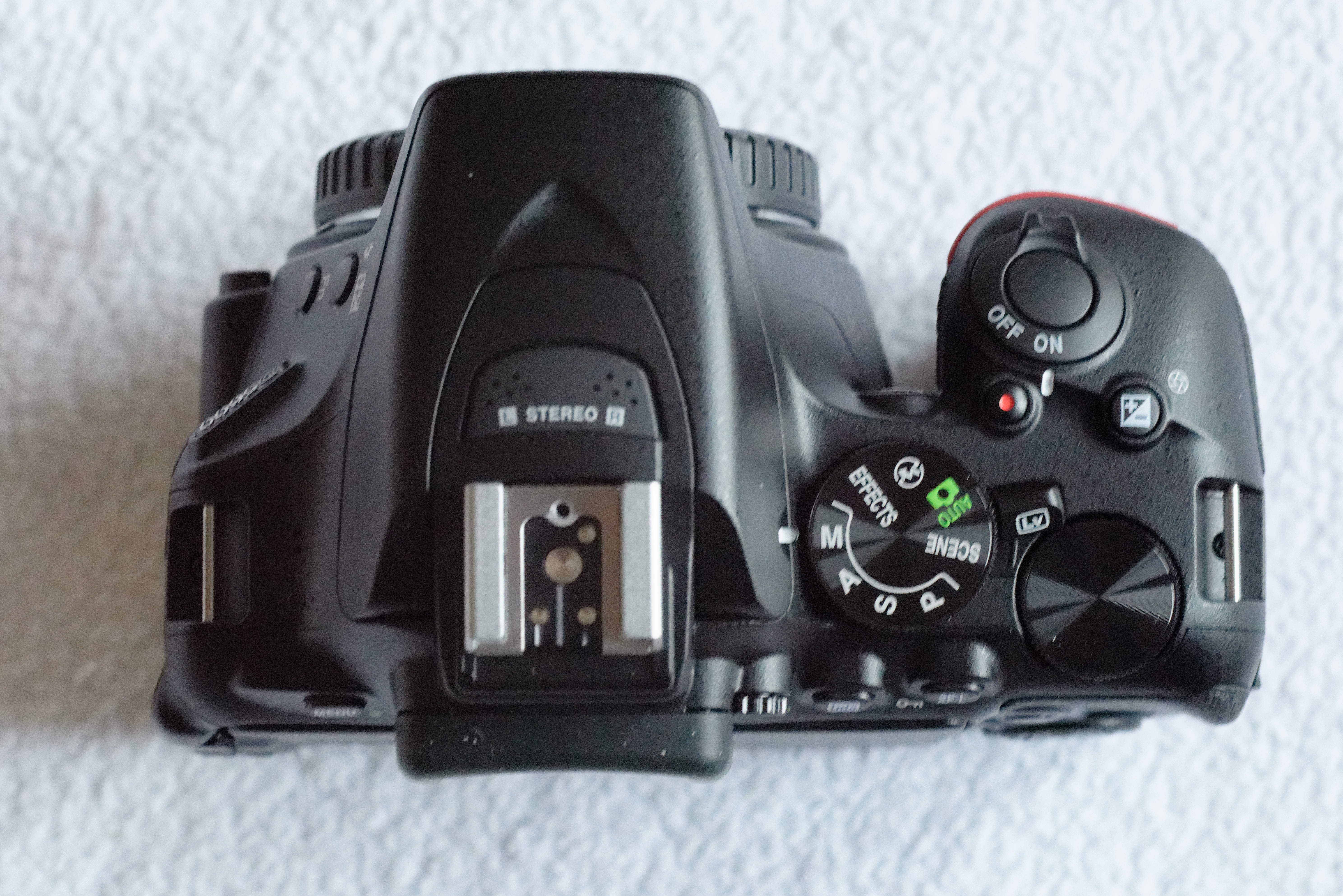

## Характеристики
- 24-мегапиксельная матрица CMOS без оптического фильтра нижних частот (OLPF), формата DX Nikon; фокусное расстояние эквивалентно прибл. 1,5-кратному расстоянию объективов с углом зрения формата FX [2]
- Процессор Nikon EXPEED 4
- Сенсорный ЖК-дисплей TFT с диагональю 8,1 см (3,2 дюйма) и 1,04M точек
- Литий-ионная батарея EN-EL14a 1230 мАч
- Режим видео Full HD 1080p / 60fps с автофокусом при съемке, монофоническим звуком и поддержкой внешнего микрофона.
- Чувствительность ISO 100 - 25600
- Активный D-Lighting (четыре уровня)
- Зеркальный прямой видоискатель с пентазеркалом
- Фокусировочный экран. Матовый экран типа B BriteView Clear Matte Mark VII
- Непрерывная съемка 5,0 кадр/с
- Карты памяти SD, SDHC (с поддержкой интерфейса UHS-I), SDXC (с поддержкой интерфейса UHS-I)
- Автофокусировка доступна с объективами AF-S, AF-P и AF-I
- Встроенная функция замедленной съемки фильма
- 39-точечный датчик автофокусировки с 9 центральными точками перекрестного типа
- 2,016-пиксельный датчик RGB помогает отслеживать и измерять АФ
- «SnapBridge» Bluetooth / Wi-Fi связь
- Компенсация экспозиции может регулироваться от -5 до +5 EV с шагом 1/3 или 1/2 EV в режимах P, S, A, M, SCENE и ночного видения.
- Яркость фиксируется на определенном значении с помощью кнопки AE-L / AF-L
- Фокус можно заблокировать, нажав спусковую кнопку затвора наполовину (автофокусировка с одним сервоприводом) или нажав кнопку AE-L / AF-L
- Встроенный или внешний стереомикрофон; регулируемая чувствительность
- Комплект поставки: резиновый наглазник DK-25, защитная крышка BF-1B, аккумуляторная батарея EN-EL14a (с защитной крышкой), ремень AN-DC3, зарядное устройство MH-24 (сетевой переходник поставляется только в странах и регионах, где это необходимо; форма зависит от страны продажи)

## Сравнение предшественников
Nikon D5600 является преемником Nikon D5500 (выпущен в январе 2015 года). Обе камеры очень похожи за исключением следующих отличий:
- У Nikon D5600 вес больше, чем у Nikon D5500 (465g vs 420g).
- Nikon D5600 имеет больше возможностей подключения (NFC, Wi-Fi и Bluetooth 4.1), в то время как D5500 только Wi-Fi.
- Nikon D5600 имеет разъем micro-USB на камере, у предшественников (D5500 и др.) свой проприетарный разъем, который требует специальный USB-кабель UC-E23 для подключения к компьютеру.
- Nikon D5600 более автономен (970 снимков против 820)[3][4].
- Nikon D5600 имеет урезанную комплектацию (нет USB и аудио/видео -кабелей, нет защитной крышки башмака).